# Leyendo a Vila-Matas
Leyendo a Vila-Matas es la segunda novela del escritor y crítico chileno Gonzalo Maier, publicada en 2011 por LOM Ediciones.

## Estructura
| «Como dijo una vez mi querido Ryūnosuke Akutagawa: No tengo principios; lo único que tengo son nervios» —Akutagawa, según Joseph Brodsky. Epígrafe del libro. |

Se trata de una novela corta, narrada en tiempo presente y primera persona singular, siendo su narrador-protagonista un trasunto del propio autor. El texto se divide en catorce secciones breves numeradas, y acaba con una página de agradecimientos, donde el autor agradece a su familia y a las personas que aparecen en la obra.

## Argumento
El trasunto de Maier, escritor chileno frustrado que vive en Bélgica y que no publica hace más de una década, planea escribir un libro sobre Enrique Vila-Matas, quien justamente suele escribir sobre autores que abandonan su profesión. Para ello viaja de Amberes a Barcelona en un tren de alta velocidad para entrevistar al autor catalán. Durante el viaje, sin embargo, comienza a sospechar absurdamente que su esposa lo engaña con su vecino. Además conoce a una mujer alemana, a quien bautiza por su estatura como La Niña Poste y con quien entabla una larga y reveladora conversación, que lo llevarán a plantearse abandonarlo todo y recomenzar una nueva vida.